# Davy Mourier
Pour les articles homonymes, voir Mourier.
Davy Mourier, né le 10 juillet 1976 à Annonay, est un acteur, scénariste, réalisateur, graphiste, parolier, animateur de télévision et auteur de bandes dessinées français.
Il est le cofondateur du collectif Une case en moins. Il est également auteur de sketchs pour Le Golden Show et Golden Moustache et a été animateur pour la chaine Nolife.

## Biographie
Davy Mourier commence sa carrière en tant que graphiste à la mairie d'Annonay, puis passe cinq années en tant que directeur artistique à Kazé.

### Activités télévisuelles et sur internet
En 2000, il crée avec des amis le collectif Une case en moins. Dès lors, il réalise pour l'association des courts-métrages et joue des rôles à vocation comique. Ces films ont été diffusés à diverses occasions tels le Festival du film web amateur[réf. souhaitée].
En 2006, à la suite de la rencontre avec Alex Pilot pour diffuser des films d'Une case en moins sur Nolife, Mourier anime la quotidienne 101 % et occupe le poste de réalisateur de certaines chroniques diffusées dans le cadre de cette émission (Périscope, 1 minute pour parler de…, La minute du geek, etc.). Par son association Une case en moins, il fonde également pour la chaine une série appelée Nerdz, dans laquelle il joue le rôle de Régis Robert. En 2008, il quitte son poste de directeur artistique chez Kazé. En juin 2009, Mourier arrête la présentation de 101 %.
À partir de février 2010, il anime avec Monsieur Poulpe l'émission J'irai loler sur vos tombes. Produite par Ankama, elle est diffusée sur le portail vidéo de la société et sur Nolife. Mourier et son collègue écrivent une nouvelle série, Karaté Boy, dont les épisodes sont diffusés après cette émission.
En octobre 2011, en parallèle à l'émission, se développe Le Golden Show, émission de sketchs et de parodies écrite par Monsieur Poulpe, Davy Mourier et François Descraques, enregistrée en public sur la péniche Antipode à Paris et diffusé une fois par mois. En décembre 2011, J'irai loler sur vos tombes diffuse son dernier épisode et est entièrement remplacée par Le Golden Show.
En septembre 2010, il quitte la chaine GONG et revient chez Nolife pour reprendre la présentation de 101 %. Modèle:Référence souhaité. En février 2013, l'émission est diffusée de nouveau, produit par Alexandre Astier, sur le site Golden Moustache. En juillet 2013 est diffusé le dernier épisode du Golden Show, ce qui met fin au duo de Mourier et Monsieur Poulpe, ce dernier restant chez le Studio Bagel.
En novembre et décembre 2015, France 4 diffuse une série télévisée : Reboot créée et réalisée par Mourier et co-scénarisée avec Lewis Trondheim.
Depuis 2018, Davy tourne une émission qu'il écrit et co-anime au départ avec Thomas Combret, puis Eleanor Jenkins et maintenant Bakaboo[réf. nécessaire] sur Youtube : Badnews.

### Activité dans la bande dessinée
Davy Mourier tient un blog dénommé Badstrip où il publie des strips.
En juin 2009, Davy Mourier publie sa première bande dessinée aux éditions Adalie, comprenant deux histoires : Il était une fois une fille que j'ai rencontré deux fois et Maman, Papa, une maladie et moi. En septembre 2009 paraît une deuxième bande dessinée : Mouarf, journal intime d'un geek dépressif.Une troisième bande dessinée intitulée 41 euros, pour une poignée de psychotrope est sortie en janvier 2011. Sa quatrième bande dessinée 50 francs pour tout est sortie le 9 février 2012.
Il publie en septembre 2013 La Petite Mort aux éditions Delcourt. Les tomes 2 et 3 : Le secret de la licorne-sirène et Le domaine des vieux sortent respectivement en octobre 2014 et 2015 concluant ainsi la trilogie prévue. Une suite La Petite Mort(e) sort finalement en octobre 2016, avec comme personnage principal, la petite-fille de la Petite Mort. Les petites morts : retour vers le fémur, sort en novembre 2017 et raconte l'histoire de la première faucheuse. Pour fêter les cinq ans de la sortie du premier tome sort une réédition « Edition de luxe » avec la version qui avait été publiée sur son site et du contenu autour de l'univers de la BD. Un ultime tome La petite mort 4 : V pour Vegan, sort en novembre 2019, apportant un point final à la saga.
2016 est l'année de sortie de trois BD à l'univers totalement différents : en janvier Relation Cheap en collaboration avec Elosterv traitant des rencontres numériques, Loup Phoque rassemblant les dessins publiés sur Facebook avec un personnage vivant sur la banquise et Dieu n'aime pas papa, une BD parlant de religion et de famille, en collaboration avec la dessinatrice Camille Moog, parue en octobre.
En 2017, Mourier intègre le magazine Fluide glacial et y produit Y a pas de miracle. La même année il collabore au scénario du Tome 5 d'Infinity 8 Le jour de l'Apocalypse  de Lewis Trondheim, avec qui il avait précédemment écrit la série Reboot.
En parallèle à la sortie du film Les As de la Jungle au cinéma, Davy Mourier s'occupe du scénario de deux BD dans cet univers sorties en juin 2017 et octobre 2018.
Après avoir conclu sa trilogie La petite mort, Davy Mourier signe le scénario de Super Caca accompagné du dessinateur Stan Silas au dessin et de la coloriste Valérie Sierro. Une BD pour les jeunes de sept ans à la génération Club Dorothée dont trois tomes sortent aux éditions Delcourt, le premier tome Rentrée des classes en septembre 2016, Dream Ball le second tome en juin 2017 et le dernier tome Le temple de Seth en novembre 2017.
En mai 2018, Davy Mourier devient directeur de collection « Une case en moins » chez Delcourt, et présente des artistes ne venant pas forcément de l'univers de la BD comme Eléonore Costes, Janski, Dédo, Giédré, Sophie Lambda, Monsieur Poulpe.
En juin 2018, Davy Mourier revient aux BD plus personnelles avec une nouvelle trilogie Davy Mourier VS, aux éditions Shampooing. Davy Mourier VS Cuba sera suivie en janvier 2019 de Davy Mourier VS la télévision puis de Davy Mourier VS la mort en juin 2019.
Pensé en premier lieu comme un film, L'age de Pierre, sortira finalement le 10 avril 2019 en BD aux éditions Delcourt, dessinée par Héloïse Solt. Cette BD a la particularité d'avoir sa première partie adaptée en court métrage disponible gratuitement le même jour sur sa chaîne Youtube.
Après la trilogie Super Caca, Davy Mourier retrouve Stan Silas et Valérie Sierro pour une nouvelle BD jeunesse chez Jungle Chatons contre. Le premier tome Chatons contre Dinosaures est publié en août 2019, sa suite Chatons contre Licornes est prévue pour juin 2020[réf. souhaitée].
Fin 2019, Davy Mourier sort ses deux premières BD dans sa propre collection « Une case en moins ». En  septembre avec Les Souvivants, dessiné par Édouard Cour, une adaptation d'un pilote d'une série se situant dans un monde apocalyptique, sorti sur Youtube cinq ans plus tôt avec Thomas VDB en rôle principal. Puis en novembre, Davy Mourier et Monsieur Poulpe se retrouvent pour dévoiler une BD participative dessinée par Ariel Bittum Alain au pays des merveilles.

## Publications
(septembre 2024).

### Bandes dessinées
- Il était une fois une fille que j'ai rencontré deux fois : Maman, Papa, une maladie et moi, Paris, Éditions Adalie, 27 juin 2009 (ISBN 978-2-918455-01-1)
- Triptyque bipolaire : Mouarf, t. 1 : Journal Intime d'un Geek dépressif, Paris, Éditions Adalie, 17 septembre 2009, 55 p. (ISBN 978-2-918455-02-8)
- 41 euros : Pour une poignée de psychotropes, Paris, coédition Éditions Adalie / Ankama Éditions, 27 janvier 2011, 86 p. (ISBN 978-2-35910-141-6)
- 50 francs pour tout : Ceci n'est pas une suite, c'est du refoulement, Paris, coédition Éditions Adalie / Ankama Éditions, 9 février 2012, 96 p. (ISBN 978-2-35910-275-8)
- Karate Boy : le dernier homme sur terre, Paris, Ankama Éditions, 21 juin 2012, 96 p. (ISBN 978-2-35910-313-7)
- La Petite Mort, t. 1, Paris, Delcourt, coll. « Humour de rire », 4 septembre 2013, 89 p. (ISBN 978-2-7560-4256-5)
- La Petite Mort, t. 2 : Le secret de la licorne-sirène, Paris, Delcourt, coll. « Humour de rire », 8 octobre 2014, 89 p. (ISBN 978-2-7560-5442-1)
- La Petite Mort, t. 3 : Le domaine des vieux, Paris, Delcourt, coll. « Humour de rire », 14 octobre 2015, 87 p. (ISBN 978-2-7560-7113-8)
- Axolot, t. 2, Paris, Delcourt, 2015 (collectif, scénario de Patrick Baud)
- Relation Cheap, Paris, Delcourt, coll. « Humour de rire », 13 janvier 2016, 90 p. (ISBN 978-2-7560-7106-0), co-réalisé avec Elosterv
- Loup-Phoque, Paris, Delcourt, coll. « Humour de rire », 18 mai 2016, 128 p. (ISBN 978-2-7560-7887-8)
- Super Caca t.1 : La Rentrée des classes, avec Stan Silas, Delcourt, septembre 2016
- Dieu n'aime pas papa, avec Camille Moog, Delcourt, octobre 2016
- La Petite Mort(e), Delcourt, 19 octobre 2016
- Super Caca t. 2 : Le DreamBall, avec Stan Silas, Delcourt, juin 2017
- Les As de la jungle à l'île de Maurice avec Dav, Delcourt, juin 2017
- Infinity 8 tome 5 avec Lewis Trondheim et Lorenzo De Felici, Rue de sèvres, septembre 2017
- Y a pas de Miracle, Fluide Glacial, septembre 2017
- Super Caca t. 3, avec Stan Silas, Delcourt, novembre 2017
- Les Petites Morts - Retour vers le fémur, Delcourt, 15 novembre 2017
- Davy Mourier vs t.01 - Cuba, collection Shampooing, juin 2018
- Les As de la jungle 02 Album, 31 octobre 2018
- Davy Mourier vs t.02 - La Télévision, collection Shampooing, janvier 2019
- L'Âge de Pierre, Delcourt, avril 2019  (ISBN 2413008314)
- Davy Mourier vs t.03 - La Mort - collection Shampooing, juin 2019  (ISBN 2413007792)
- Les Souvivants[27] (scénario), dessin d'Édouard Cour, Delcourt, coll. Une case en moins, 2019  (ISBN 978-2-413-01851-3)
- Chatons contre Dinosaures t. 1 (scénario), dessin de Stan Silas, JUNGLE, 21 août 2019
- Alain au pays des merveilles, Delcourt, coll. Une case en moins, 20 novembre 2019
- La Petite Mort t. 4 :  V pour vegan, Delcourt, 27 novembre 2019
- Chatons contre Licornes (scénario), dessin de Stan Silas, JUNGLE, 16 juin 2020
- La Petite Mort, t. 1.5 : Une impression de déjà lu, Delcourt, 03 février 2021
- BadNews : l'histoire du porn, collection Shampooing, 26 mai 2021
- Le Monopole du doute, éditions Exemplaire, octobre 2022
- Après le 13 novembre, co-scénariste avec Sophie Parra, dessin de Gery, Delcourt, coll. Une case en moins, 12 octobre 2022
- Dragon Boule, co-scénariste avec Robin Berthou, dessin de Davy, ed Jungle, 02 mars 2023
- La Petite Mort, Les héros meurent aussi, Delcourt, Janvier 2024
- Manon Stremon & Pataprout T1, Albin Michel, Septembre 2024
- Dragon Boule Super bien, co-scénariste avec Robin Berthou, dessin de Davy, ed Jungle, octobre 2024

### Livres
- Minitel et fulguropoing : le monde avant internet, Paris, J'ai lu, 9 avril 2014, 159 p. (ISBN 978-2-290-07929-4)
- BadNews : cahier de vacances trash (avec Thomas Combret), Ynnis editions, 16 juin 2021
- Badnews, les anals des faits divers trash (avec Robin Berthou), Ynnis editions, 25 mai 2022

## Discographie
- 2012 : 50 francs pour tout - Édition collector
- 2012 : Rien* Depuis ma naissance
- 2021 : BADNEWS : Putaclic (album) en collaboration avec Pampouatou Quartet

## Filmographie
Sauf indication contraire, les informations mentionnées dans cette section peuvent être confirmées par les bases de données cinématographiques IMDb et Allociné,  présentes dans la section « Liens externes ».

### Comme acteur

#### Web-séries
- 2007 - 2011 : Nerdz
- 2010 - 2012 : Karaté Boy
- 2012 - 2013 : Le Golden Show
- 2012 : Les Opérateurs, web-série de François Descraques et de Slimane-Baptiste Berhoun : Simon
- 2013 : Space de lui-même
- 2014 : Hero Corp, de Simon Astier : un mutant nommé Croc
- 2015 : Reboot de lui-même Lewis Trondheim
- 2015 : Ulysse, de Nicolas Nédellec et Emilien Paron
- 2017 : The CELL de Guillaume Lubrano
- 2017 : La Petite Mort
- 2017 : Reboot, saison 2
- 2018- : Badnews
- 2019 : DonJon Legacy, saison 2 épisode 3
- 2020 : Le Syndic du Donjon
- 2024 : La Petite Morte

#### Séries télévisées
- 2012 : Bref., série de Kyan Khojandi et Navo

#### Émission de télévision
- 2019 : Poulpovision

#### Longs métrages
- 2022 : Le Visiteur du futur : le survivant qui ne louche pas (caméo)
- 2023 : Bonne Conduite de Jonathan Barré
- 2023 : Mourir or not mourir de Thomas Combret

#### Court métrage
- 2017 : Le Monstre des chaussettes, court-métrage de Pierre Pradourat

#### Doublage
- 2014 : Sharknado 2: The Second One
- 2020-2024 : La Petite Mort, saison 3, épisode 10 : La Nouvelle Vie  et saison 4 épisode 1: Il est né le nouvel enfant : l'amateur de rhododendrons
- 2020 : Spycies

### Comme scénariste
- 2007 - 2011 : Nerdz
- 2010 - 2012 : Karaté Boy
- 2012 - 2013 : Le Golden Show
- 2012 : Wakfu (série d'animation), saison 2
- 2013 : Space
- 2015-2017 : Reboot
- 2017 : Les As de la jungle (série d'animation), saison 3, 1 épisode
- 2017 : Spycies - dialogues et script doctor
- 2017-2020 : La Petite Mort
- 2019 : Poulpovision
- 2024 : La Petite Morte

### Comme réalisateur
- 2007 - 2011 : Nerdz
- 2010 - 2012 : Karaté Boy
- 2012 - 2013 : Le Golden Show
- 2013 : Space
- 2015 : Reboot
- 2017 : Reboot, saison 2

### Comme animateur
- 2009-2011 : J'irai loler sur vos tombes (émission) - séquence d'ouverture
- 2017-2020 : La Petite Mort[réf. nécessaire]

## Distinctions
- Prix web-Humour 2013 au Web Programme Festival de La Rochelle pour le Golden Show à Montreux[28]
- Prix humour web au festival de Luchon en 2016 pour Reboot[29]
- Prix bulles de cristal 2016 pour La Petite Mort[30]
- Prix coup de cœur 2017 de Festi BD pour Dieu n'aime pas papa[réf. nécessaire]
- Prix websérie 2e Place au festival VidéoShare[Quand ?] pour l'animé[Quoi ?] de La Petite Mort[réf. nécessaire]